# Peter Stephan
Pour les articles homonymes, voir Stephan.
 (novembre 2018).
Si vous disposez d'ouvrages ou d'articles de référence ou si vous connaissez des sites web de qualité traitant du thème abordé ici, merci de compléter l'article en donnant les références utiles à sa vérifiabilité et en les liant à la section « Notes et références ».
Peter Stephan, né le 11 juillet 1927 à Dessau et mort en aout 2014 à Milína, est un graveur et peintre allemand.

## Biographie

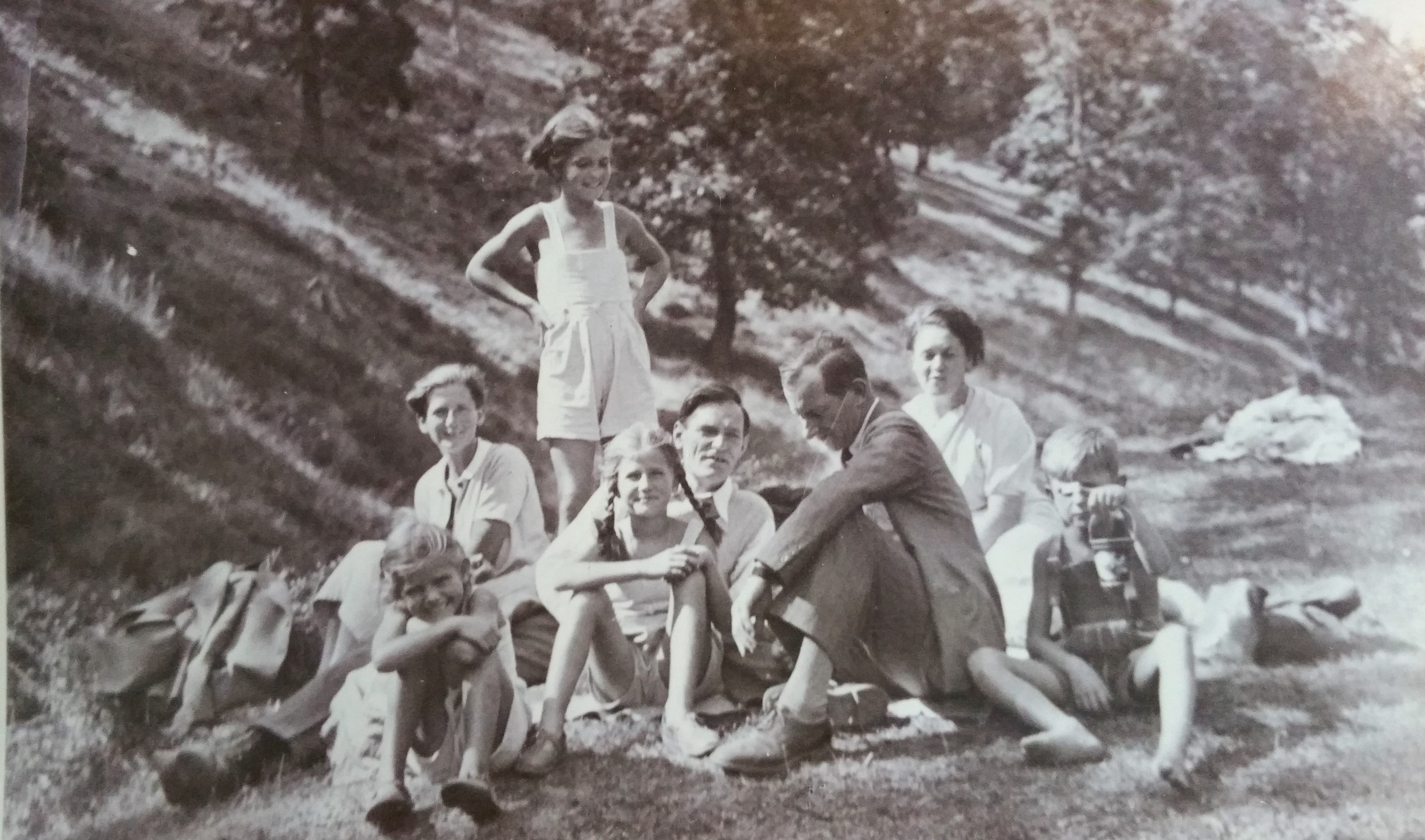
Peter Stephan enfant, sa famille, Andor Weininger et sa femme, Eva Fernbach en 1936.

Peter Stephan est né le 11 juillet 1927, à Dessau, sa mère et son père étaient élèves à l'école du Bauhaus, et fréquentent de nombreux artistes de ce courant. Walter Gropius, fondateur de cette école, y devient son parrain.
Avant son premier anniversaire, ils retournent en Hongrie, pays d'origine de ses parents.
Dès sa jeunesse il gagne sa vie par lui-même, notamment en travaillant sur des navires, découvrant ainsi sa passion pour la mer et la navigation.
En 1947 il retourne en Allemagne pour étudier à l'Académie des beaux-arts de Munich, avec Erech Glette et Xaver Fuhr. Selon un récit[Lequel ?] de l'écrivain Christoph Merkel, il passe le principal de son temps dans l'atelier de gravure, où Adolf Thiermann (de).
« Lorsque je fis la connaissance de Peter Stephan, 1956 à Munich, il était un jeune homme silencieux, avec une voix rauque d'un aspect de tzigane qui distribuait autour de lui des petites gravures. [...] Il vivait de travaux ponctuels et de la vente occasionnelle de ses feuilles de la taille d'une assiette. Et il était étonnamment pauvre. Nous étions tous pauvres, je le fus aussi, mais je crois Peter Stephan était encore beaucoup plus pauvre que moi. ».

### Vie d'artiste et voyages

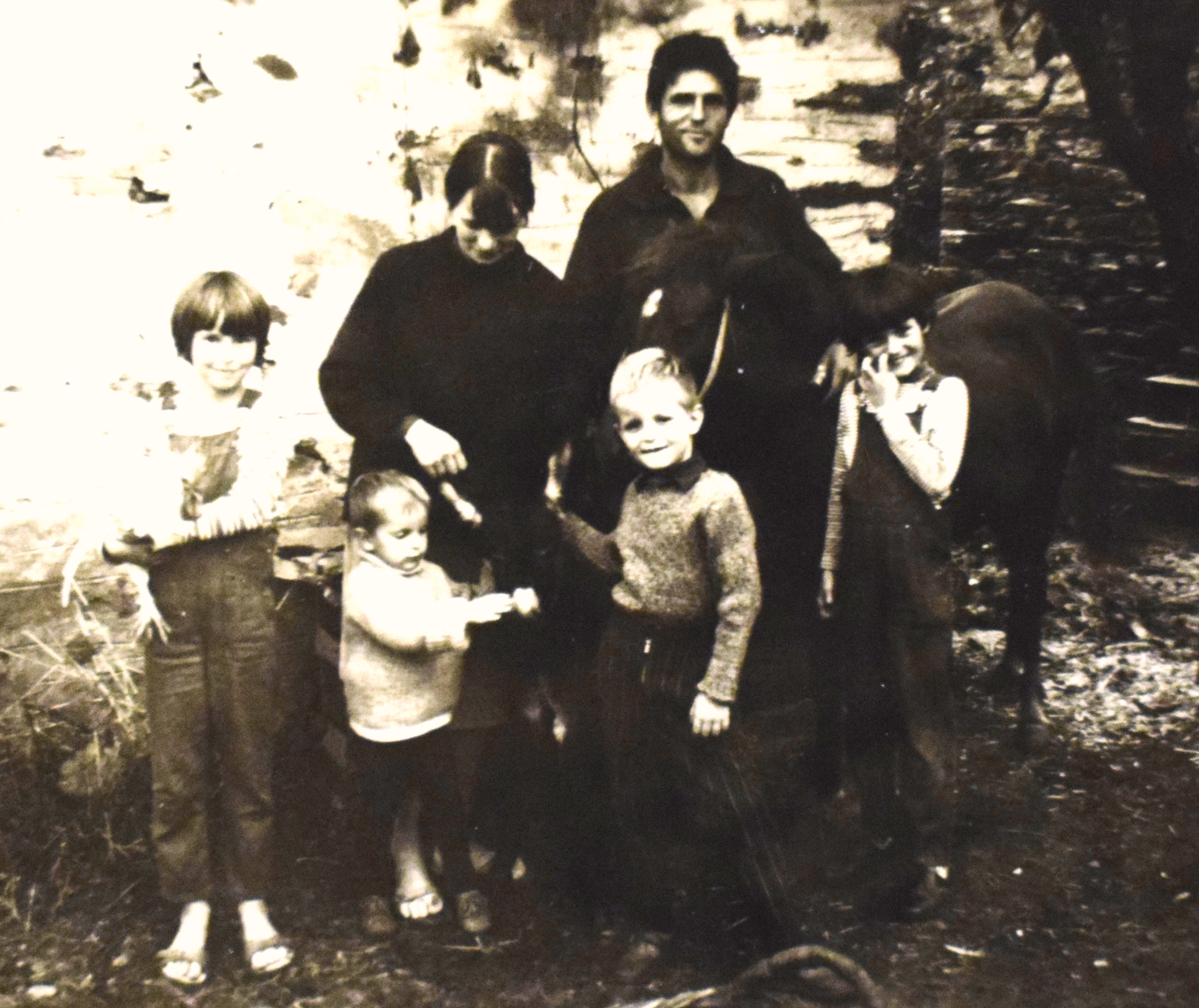
Peter Stephan, sa femme Ute et leurs quatre enfants, à Milina

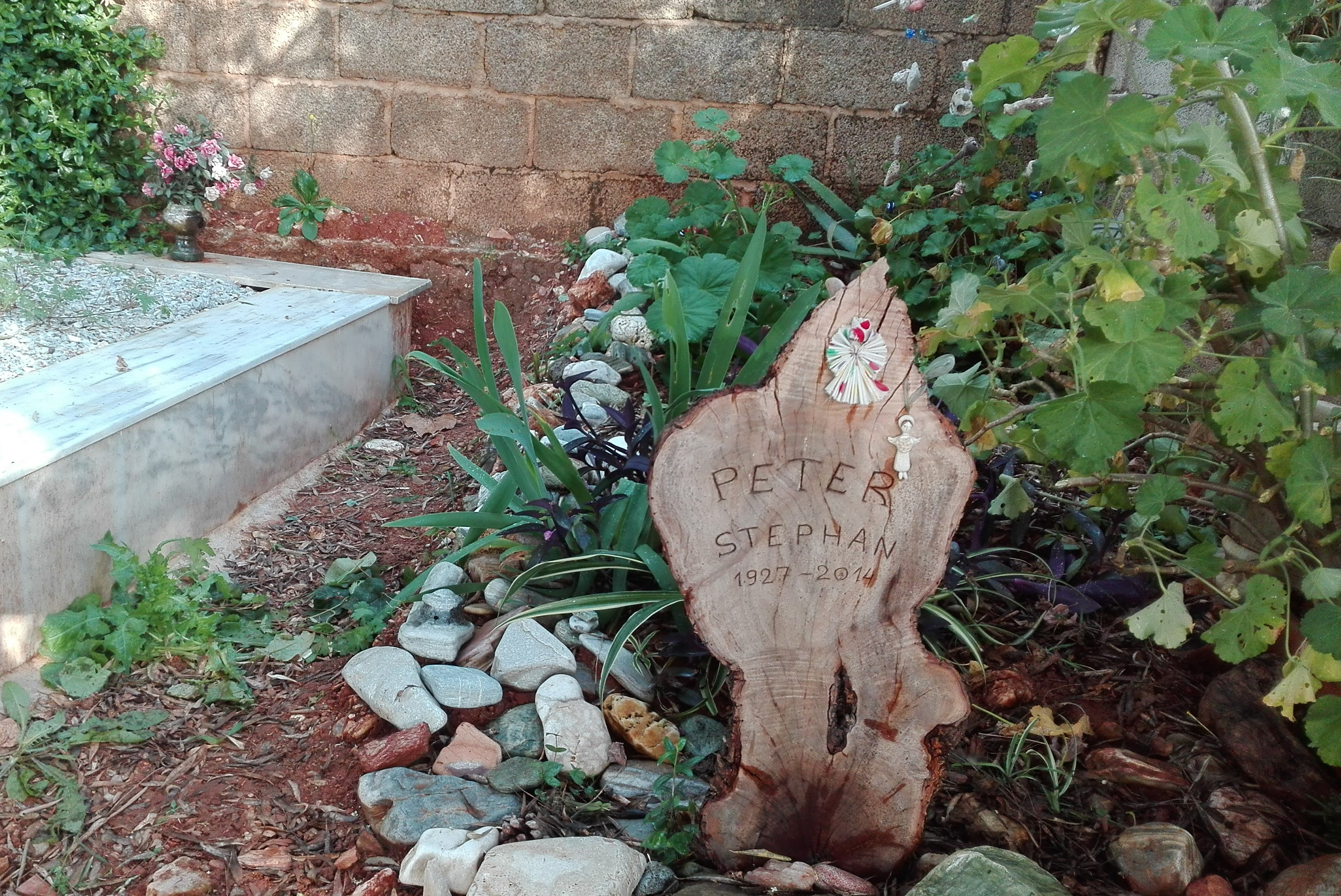
Tombe de Peter Stephan à Milina

À Munich, il rencontre de nombreux amis artistes comme Adolph Brunner (de) et Leo Kornbrust (de).
Il y rencontre aussi sa première femme, Ute, avec qui il aura quatre enfants.
Dès la moitié des années 1950, il passe beaucoup de temps en Grèce près de Vólos où sa famille est installée. Il finance son activité artistique par du travail occasionnel, comme ouvrier agricole, manutentionnaire dans les ports ou matelot, et par la vente occasionnelle de ses œuvres.
Durant toute sa vie, il voyage beaucoup (Turquie, Hongrie, Grèce, États-Unis, Chili, France, , etc.) et raconte ensuite à travers ses œuvres la vie des voyageurs et des habitants qu'il rencontre.
Dans la fin des années soixante, lorsque la dictature s'installe en Grèce, il déménage avec sa famille en France d'abord à Neufchâtel-en-Saosnois, accueilli par un couple d'amis, puis dans les Bouches-du-Rhône et enfin à Alès où ils achètent une petite maison au centre du village.
Plus tard, il rencontre sa seconde femme, Gail, originaire des États-Unis où il passe quelque temps à ses côtés, avant que tous deux reviennent en Grèce.
Pendant l'été 2014, Peter Stefan, comme chaque année, est à Milína, proche de Vólos, lorsqu'il meurt des suites d'une chute de vélo le 25 juillet, à l'âge de 87 ans entouré par ses enfants.

## Galerie

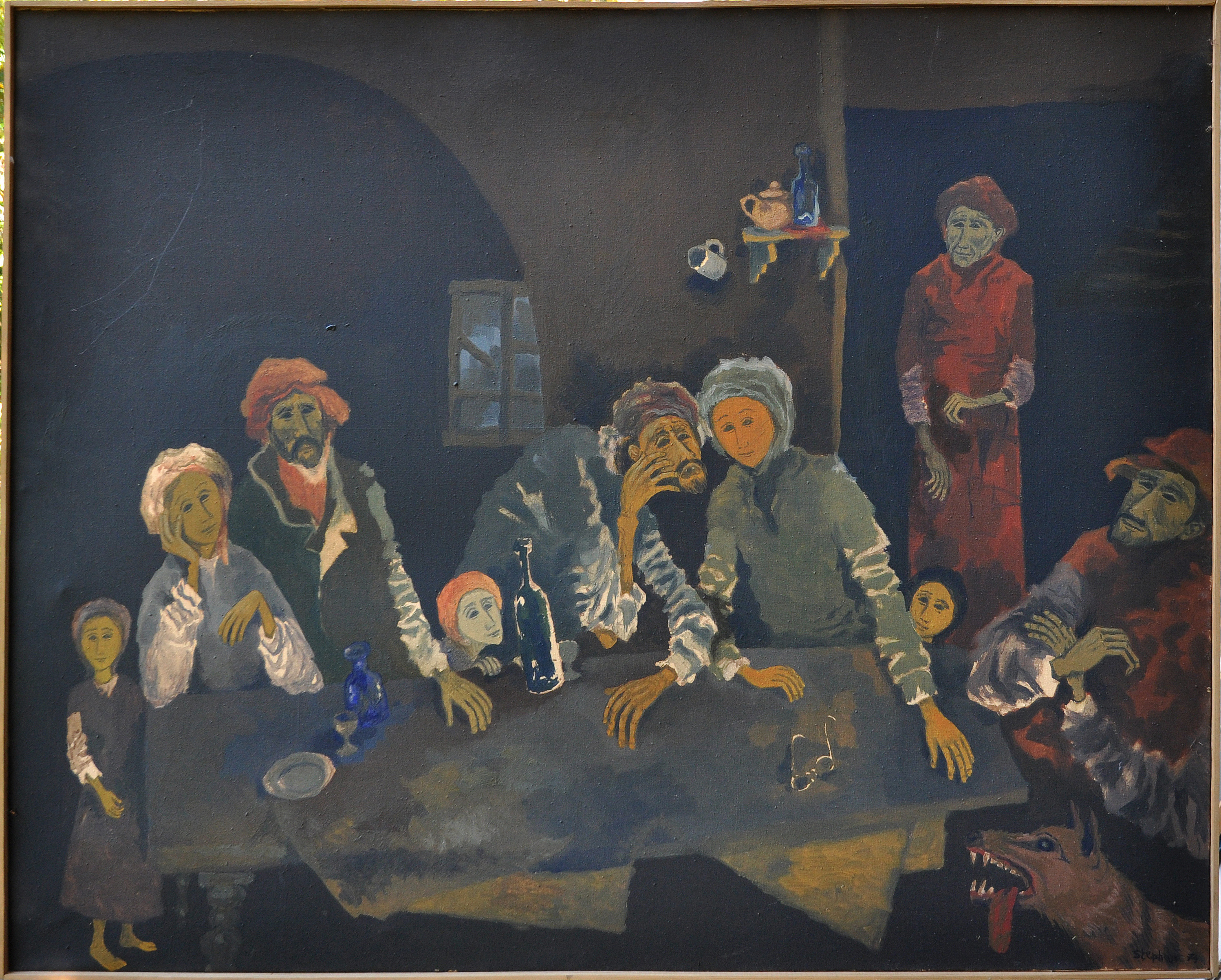
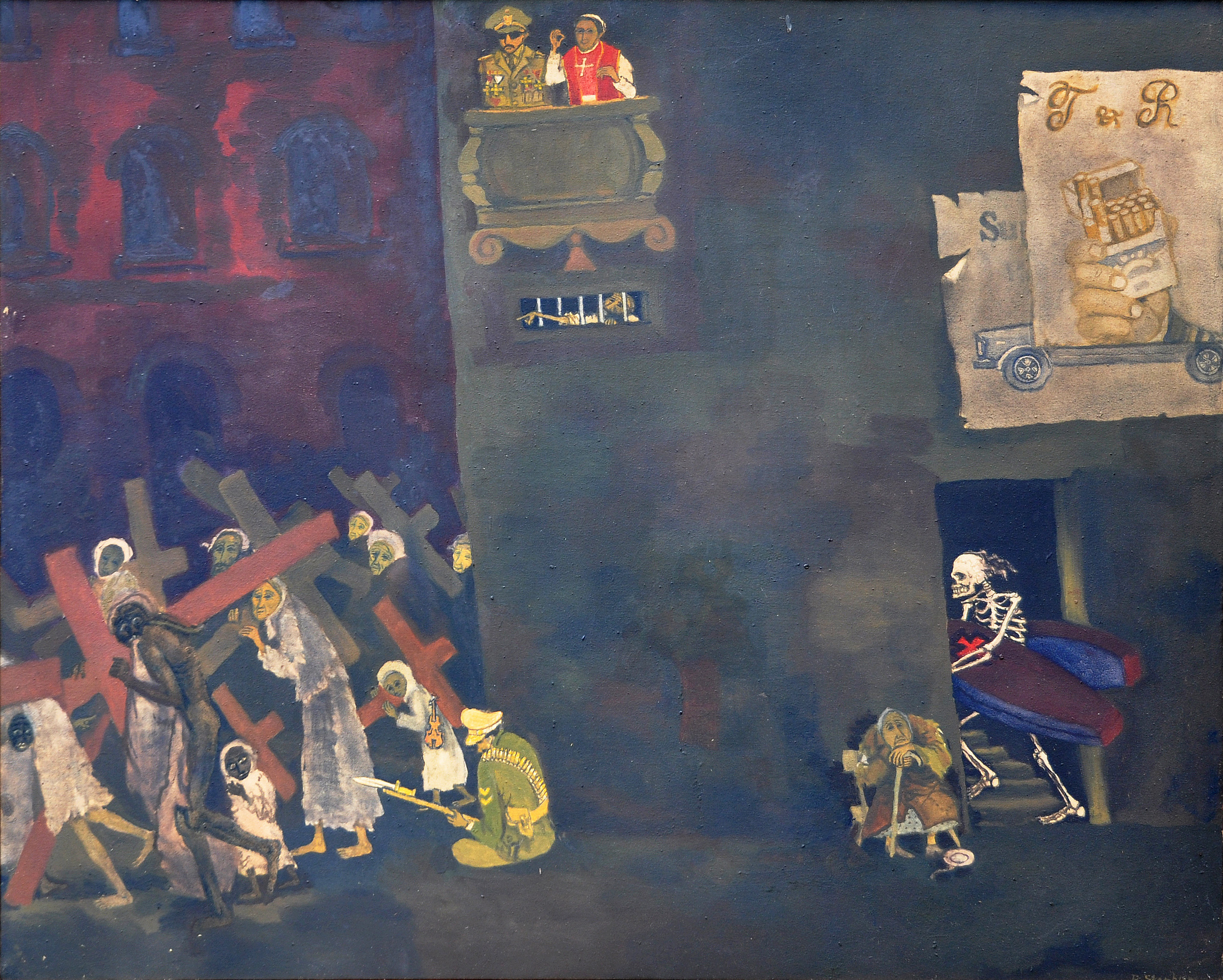
In Culo alla Balena, 1979, exposé la même année à la Maison des arts de Munich
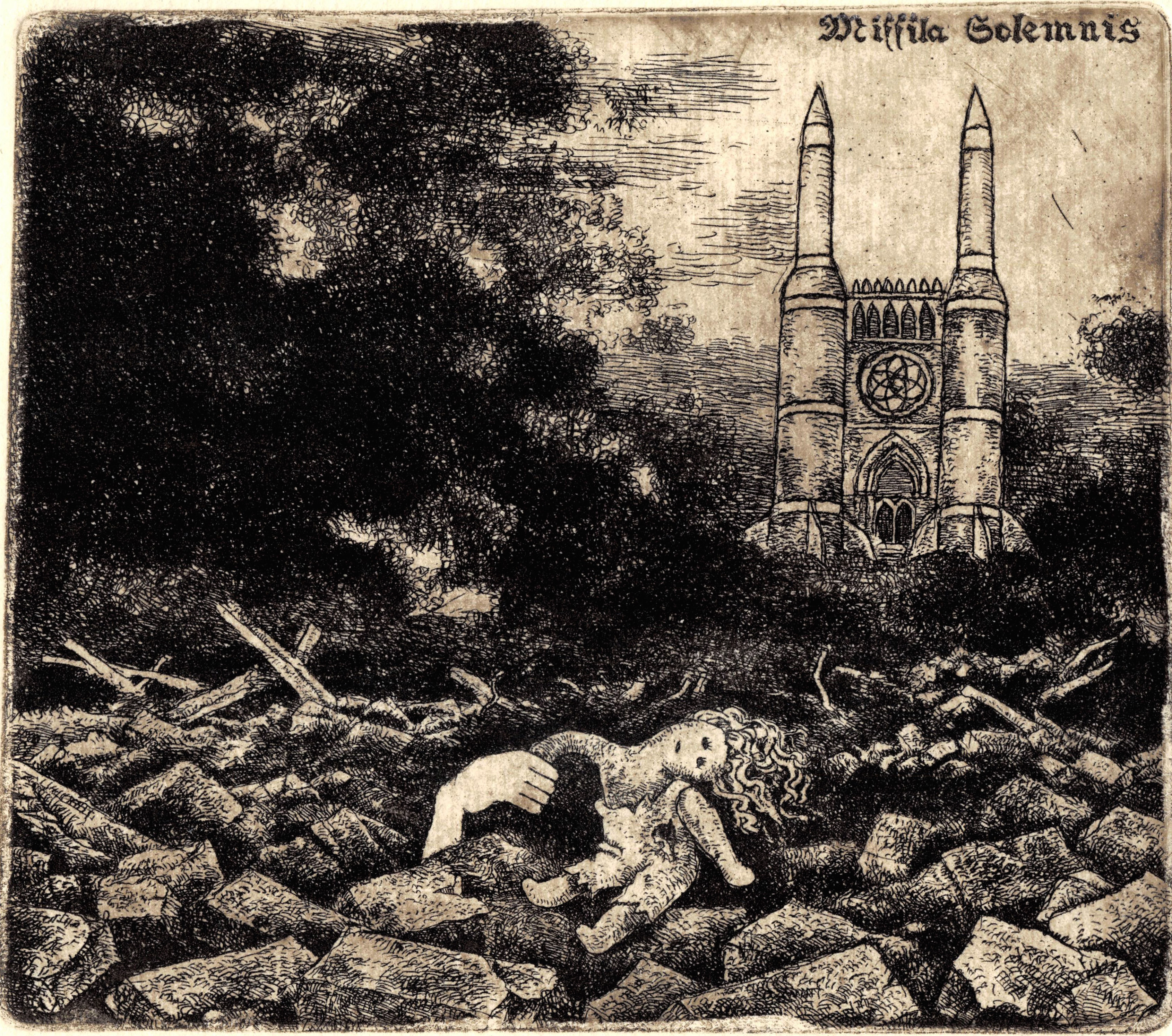
Missila Solemnis (Missile solennel), 1986
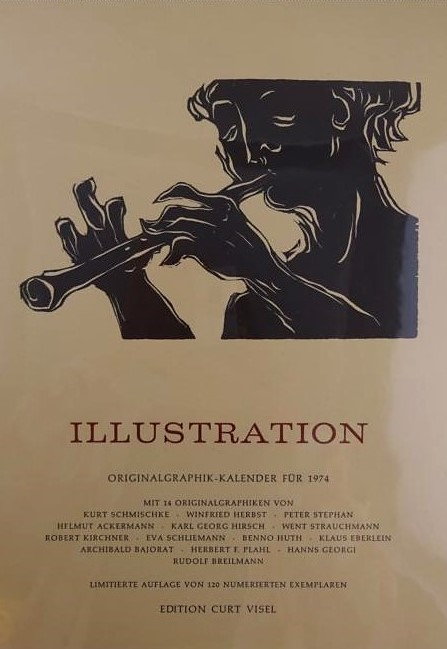
Originalgraphik kalender für 1974
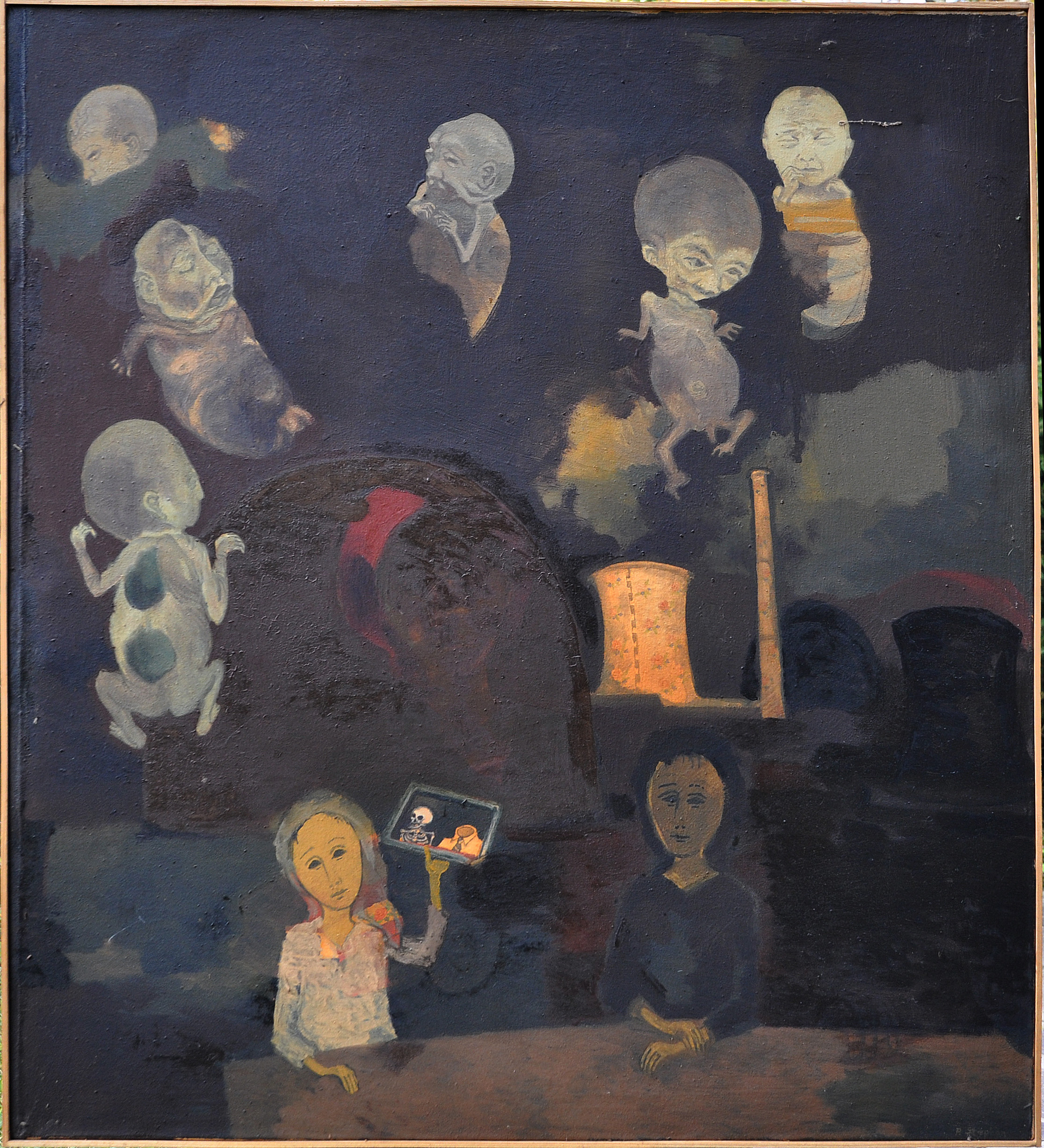
Atomkraftwerk exposée en 1980 à la Maison des Arts de Munich
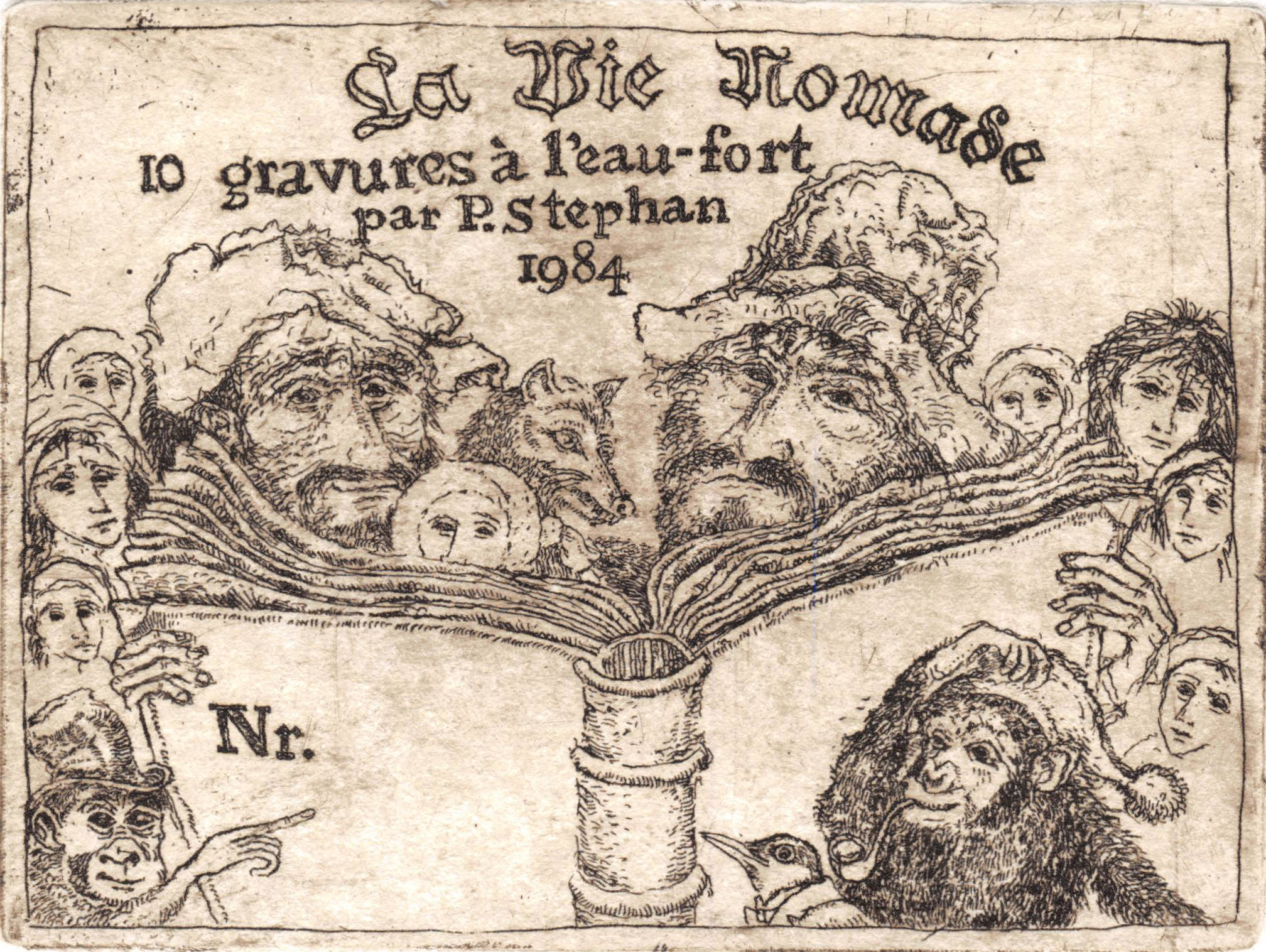
La vie Nomade', 1984
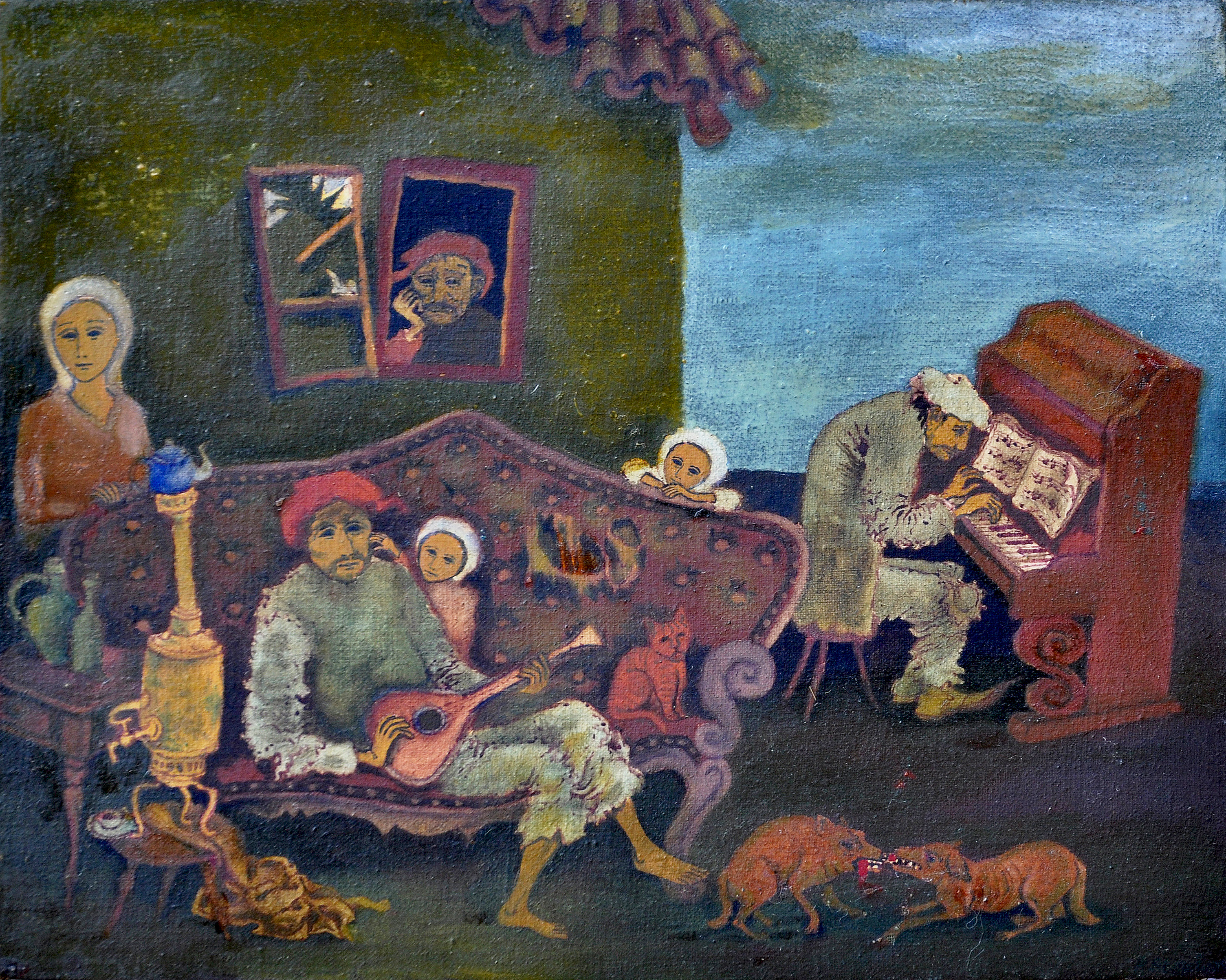
El Divan
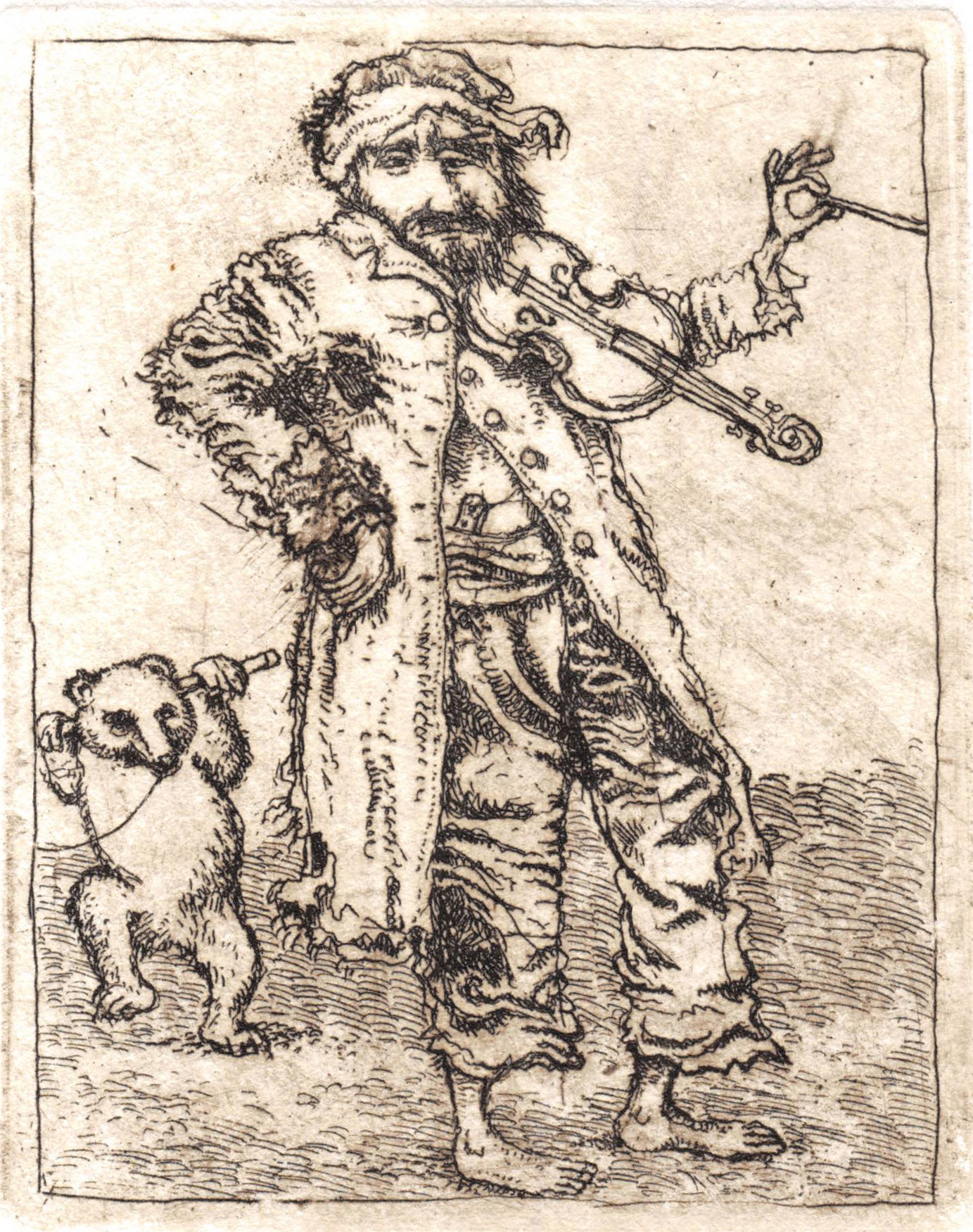
La Vie Nomade, Le Violoniste
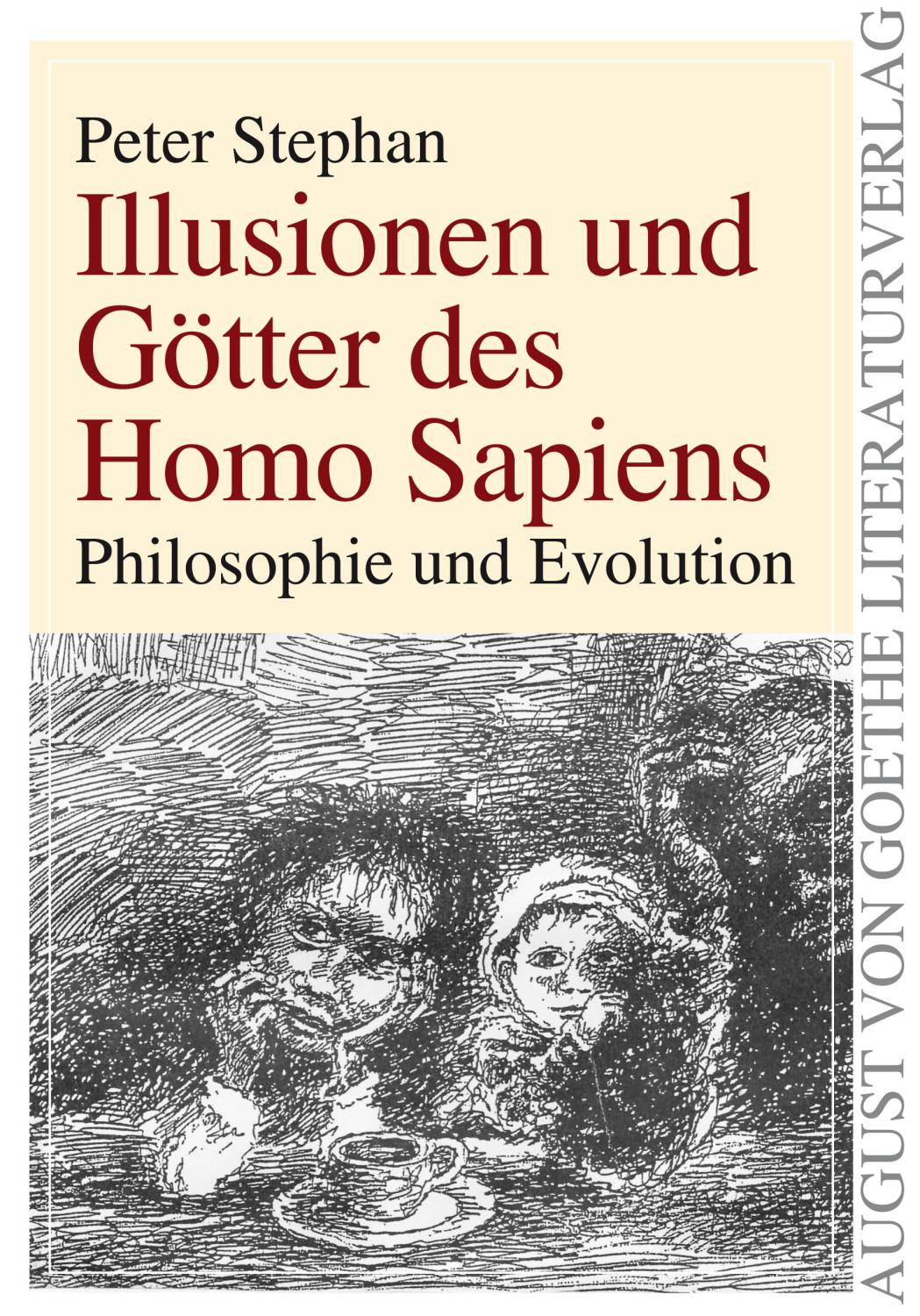
Illusionen und Götter des Homo Sapiens : Philosophie und Evolution
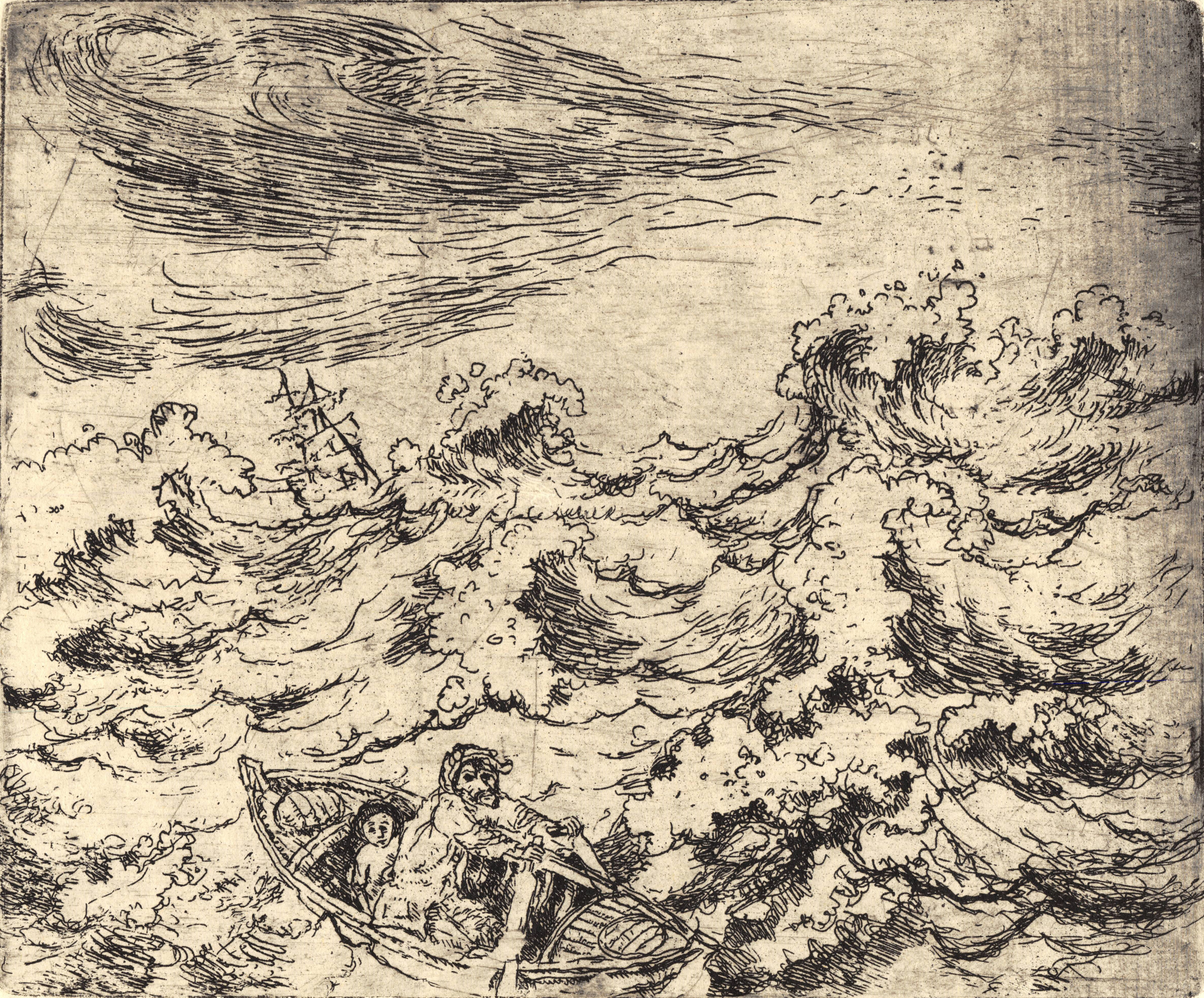
Gravure, bateau combattant les vagues.

## Publications
Peter Stephan écrit aussi plusieurs livres traitant de réflexions philosophiques, tels que :
- Ante Mare, Undae, Munich, Unverhau, 1999[2]
- Flüsse, Meere und Findelkinder, Budapest, Egyetemi K, 1997[2]
- Illusionen und Götter des Homo Sapiens : Philosophie und Evolution, Francfort, M., August-von-Goethe-Literaturverl, 2011